# Björketorps församling
Björketorps församling är en församling i Marks och Kinds kontrakt i Göteborgs stift. Församlingen ligger i Härryda kommun i Västra Götalands län och utgör ett eget pastorat.

## Administrativ historik
Församlingen har medeltida ursprung.
Församlingen var till 1971 annexförsamling i pastoratet Bollebygd, Töllsjö och Björketorp för att från 1971 utgöra ett eget pastorat.

## Kyrkor
- Björketorps kyrka ligger i utkanten av Rävlanda. Den nuvarande kyrkan byggdes på 1860-talet, strax intill den gamla kyrkotomten.
- Hindås kyrka byggdes 1912.